# Val-Revermont
Val-Revermont est une commune nouvelle située dans le département de l'Ain en région Auvergne-Rhône-Alpes.
Elle est née le 1er janvier 2016 de la fusion des deux communes : Treffort-Cuisiat et Pressiat,.

## Géographie
Val-Revermont fait partie du Revermont. Située au pied de nombreuses collines comme le mont Myon ou encore le mont Grillerin, elle est située à une altitude d'environ 300 mètres en plaine et culmine à 661 mètres. Elle est traversée par le Bief d'Ausson, le Nacaretan, le Bief des Chaises et le Sevron (en limite avec Meillonnas).
Depuis ces dernières années, l'attractivité de Bourg-en-Bresse à une vingtaine de kilomètres, s'est fait sentir de plus en plus et le village a tendance à s'étendre dans sa partie basse, à la limite de la Bresse, où une route ouverte dans les années 1980 rend l'accès plus facile au chef-lieu du département.
Cette commune est formée des villages de Treffort, Cuisiat et de Pressiat qui ont chacun une identité distincte.

Villages de la commune.

### Communes limitrophes
| Courmangoux                       | Courmangoux              | Val Suran (Jura)                       |
| Saint-Étienne-du-Bois, Meillonnas | Val-Revermont            | Nivigne-et-Suran (Chavannes-sur-Suran) |
|                                   | Drom, Simandre-sur-Suran |                                        |

### Climat
Pour des articles plus généraux, voir Climat d'Auvergne-Rhône-Alpes et Climat de l'Ain.
En 2010, le climat de la commune est de type climat des marges montargnardes, selon une étude du CNRS s'appuyant sur une série de données couvrant la période 1971-2000. En 2020, Météo-France publie une typologie des climats de la France métropolitaine dans laquelle la commune est exposée à un climat semi-continental et est dans une zone de transition entre les régions climatiques « Bourgogne, vallée de la Saône » et « Jura ».
Pour la période 1971-2000, la température annuelle moyenne est de 11,1 °C, avec une amplitude thermique annuelle de 17,8 °C. Le cumul annuel moyen de précipitations est de 1 272 mm, avec 12,5 jours de précipitations en janvier et 8,1 jours en juillet. Pour la période 1991-2020, la température moyenne annuelle observée sur la station météorologique de Météo-France la plus proche, « Ceyzériat_sapc », sur la commune de Ceyzériat à 11 km à vol d'oiseau, est de 11,7 °C et le cumul annuel moyen de précipitations est de 1 032,6 mm,. Pour l'avenir, les paramètres climatiques de la commune estimés pour 2050 selon différents scénarios d'émission de gaz à effet de serre sont consultables sur un site dédié publié par Météo-France en novembre 2022.

## Urbanisme

### Typologie
Au 1er janvier 2024, Val-Revermont est catégorisée commune rurale à habitat dispersé, selon la nouvelle grille communale de densité à 7 niveaux définie par l'Insee en 2022.
Elle est située hors unité urbaine. Par ailleurs la commune fait partie de l'aire d'attraction de Bourg-en-Bresse, dont elle est une commune de la couronne,. Cette aire, qui regroupe 80 communes, est catégorisée dans les aires de 50 000 à moins de 200 000 habitants,.

## Histoire

### Cuisiat
Comme d'autres villages du Revermont, Cuisiat fut victime de la barbarie nazie le 18 juillet 1944. Plusieurs habitants furent déportés, une partie du village brûlé par les troupes du Reich en représailles d'actes de résistance commis dans la région.

### Pressiat
Trois événements ont marqué l'histoire du village :
- en 1370, Hugues d'Andelot fait construire un nouveau château dans cette région ruinée par des guerres endémiques qui ont sévi ici aux XIIIe siècle et XIVe siècle. Le bourg édifié autour du château prit le nom de Pressiat. De l'ancien château démantelé à la Révolution, il ne reste actuellement guère qu'une tour accolée à une maison ;
- en 1810, les habitants se révoltent contre la volonté des autorités de rattacher Pressiat à la paroisse voisine de Courmangoux. En représailles, il refusèrent de participer aux réparations à effectuer dans l'église Saint-Oyen de Courmangoux. C'est ainsi que Pressiat évita son rattachement à une autre commune ;
- en 1944, le village fut en partie détruit, incendié par les troupes allemandes avec des auxiliaires de légions de l'Est (osttruppen) pendant leur repli le 18 juillet 1944, pour le punir de ses actes de résistance. Il est vrai que les deux communes de Pressiat et de Courmangoux furent très actives en matière de résistance (incendie des bourgs voisins de Roissiat et de Chevignat). Pour cette raison, la commune de Pressiat a reçu la croix de guerre avec citation à l'ordre de la Nation.

### Treffort
Au Xe siècle, un site défensif est établi en haut du village de Treffort.
En 1283, le duc de Bourgogne ravage le Revermont et prend Treffort.
En 1289, Treffort  est vendu par le duc de Bourgogne au comte de Savoie, qui dote ses habitants d'une charte de franchise.
En 1641, le village est détruit par les troupes franc-comtoises au cours de la guerre franco-espagnole.

### Histoire commune
À la suite du traité de Lyon, signé en 1601, les trois villages deviennent français, comme l'ensemble de la Bresse.
En 1972, la commune de Treffort  fusionne avec celle de Cuisiat qui prend le statut de commune associée.
À la suite d'un arrêté préfectoral du 4 décembre 2015, les communes de Pressiat et Treffort-Cuisiat fusionnent pour former la commune nouvelle de Val-Revermont le 1er janvier 2016.

## Politique et administration

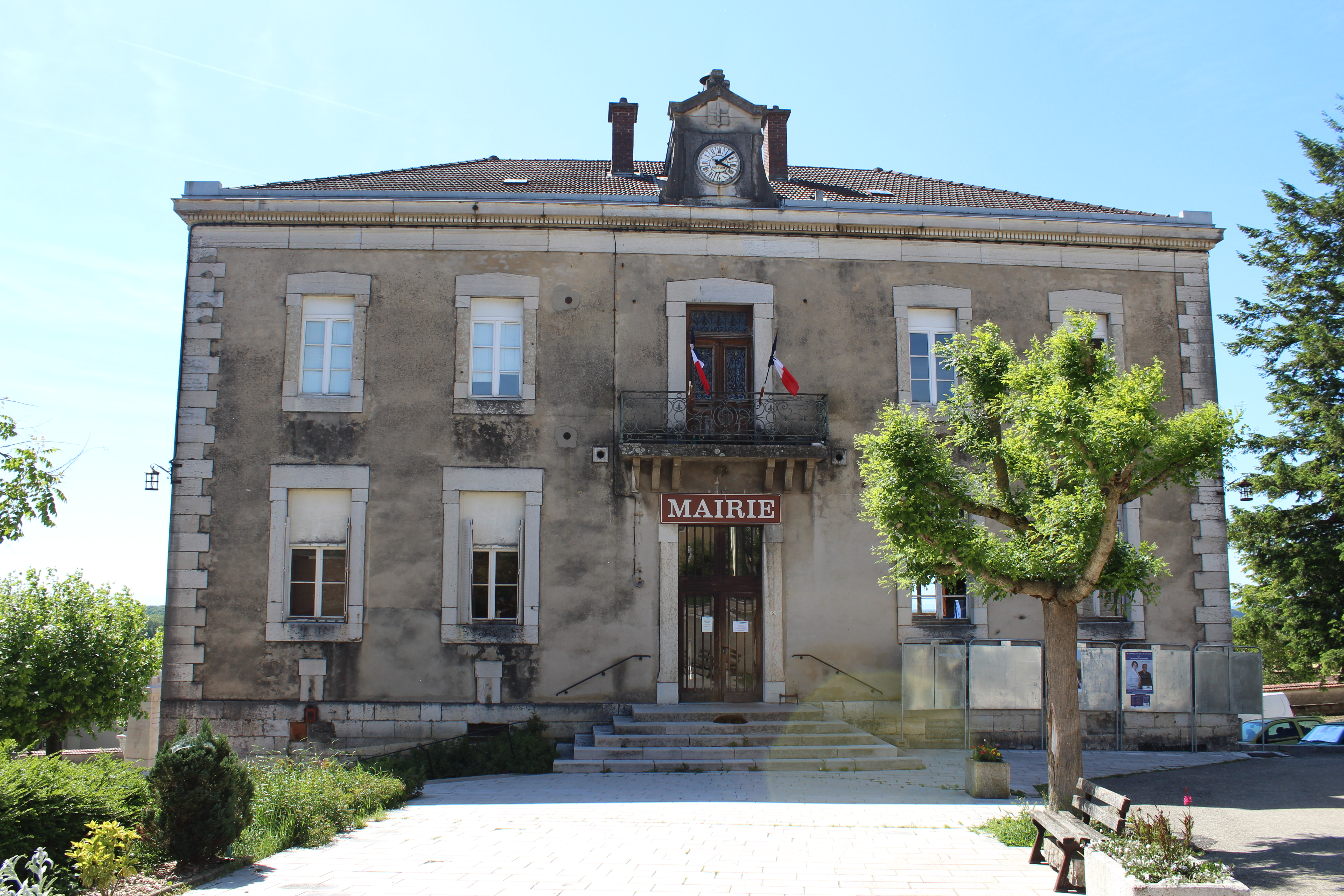
Mairie.

La commune nouvelle est formée des trois communes déléguées de Treffort, Cuisiat et Pressiat.
| Période        | Période                   | Identité     | Étiquette | Qualité                                      |
| -------------- | ------------------------- | ------------ | --------- | -------------------------------------------- |
| 7 janvier 2016 | En cours (au 26 mai 2020) | Monique Wiel | DVG       | Vice-présidente de Grand-Bourg-Agglomération |

| Nom                      | Code Insee | Intercommunalité            | Superficie (km2) | Population (dernière pop. légale) | Densité (hab./km2) |
| ------------------------ | ---------- | --------------------------- | ---------------- | --------------------------------- | ------------------ |
| Treffort-Cuisiat (siège) | 01426      | CC de Treffort en Revermont | 39,41            | 2 329 (2015)                      | 59                 |
| Pressiat                 | 01312      | CC de Treffort en Revermont | 6,01             | 243 (2015)                        | 40                 |

## Démographie
L'évolution du nombre d'habitants est connue à travers les recensements de la population effectués dans la commune depuis sa création.
En 2022, la commune comptait 2 494 habitants, en évolution de −3,37 % par rapport à 2016 (Ain : +5,15 %, France hors Mayotte : +2,11 %).
| 2014  | 2015  | 2020  | 2022  |
| ----- | ----- | ----- | ----- |
| 2 549 | 2 572 | 2 506 | 2 494 |

## Culture locale et patrimoine

### Lieux et monuments

#### Musée
Le musée départemental du Revermont, situé dans le haut de Cuisiat en face de l'église, est installé dans l'ancienne mairie-école du village. Il fait partie des musées des pays de l'Ain et présente la culture du Revermont, à travers un potager et un verger conservatoire, et au travers d'expositions permanentes :
- celle de la « communale en Revermont » qui reconstitue une salle de classe sous Jules Ferry du XIXe siècle à la Première Guerre mondiale ;
- celle intitulée « vignes et cavets » qui apporte une réflexion sur les raisons et les conséquences de la disparition de la vigne au profit de l'élevage laitier.

#### Mont Myon
Le mont Myon est un sommet du massif du Jura culminant à 662 m d'altitude. Il est le point culminant de la commune et un site naturel classé.

#### La route des Monts
La route des Monts qui « sépare » le Revermont proprement dit de la plaine de Bresse, serpente doucement entre Jasseron et Coligny. À l'automne, elle offre une vue magnifique sur les monts qui la dominent du côté droit et dont les couleurs, selon les mélanges d'essences d'arbres, irradient le versant jusqu'aux abords du village de Pressiat.

#### Église Saint-Laurent
L'église Saint-Laurent de Pressiat possède deux chapelles latérales à toit de lauzes, une statue en bois doré de saint Laurent et des fonts baptismaux datant du XVe siècle. Elle est inscrite au titre des monuments historiques.

#### Autres lieux et monuments
- Église Notre-Dame-de l'Assomption de Treffort ;
- Église Saint-Clément de Cuisiat ;
- Chapelle de Montmerle ;

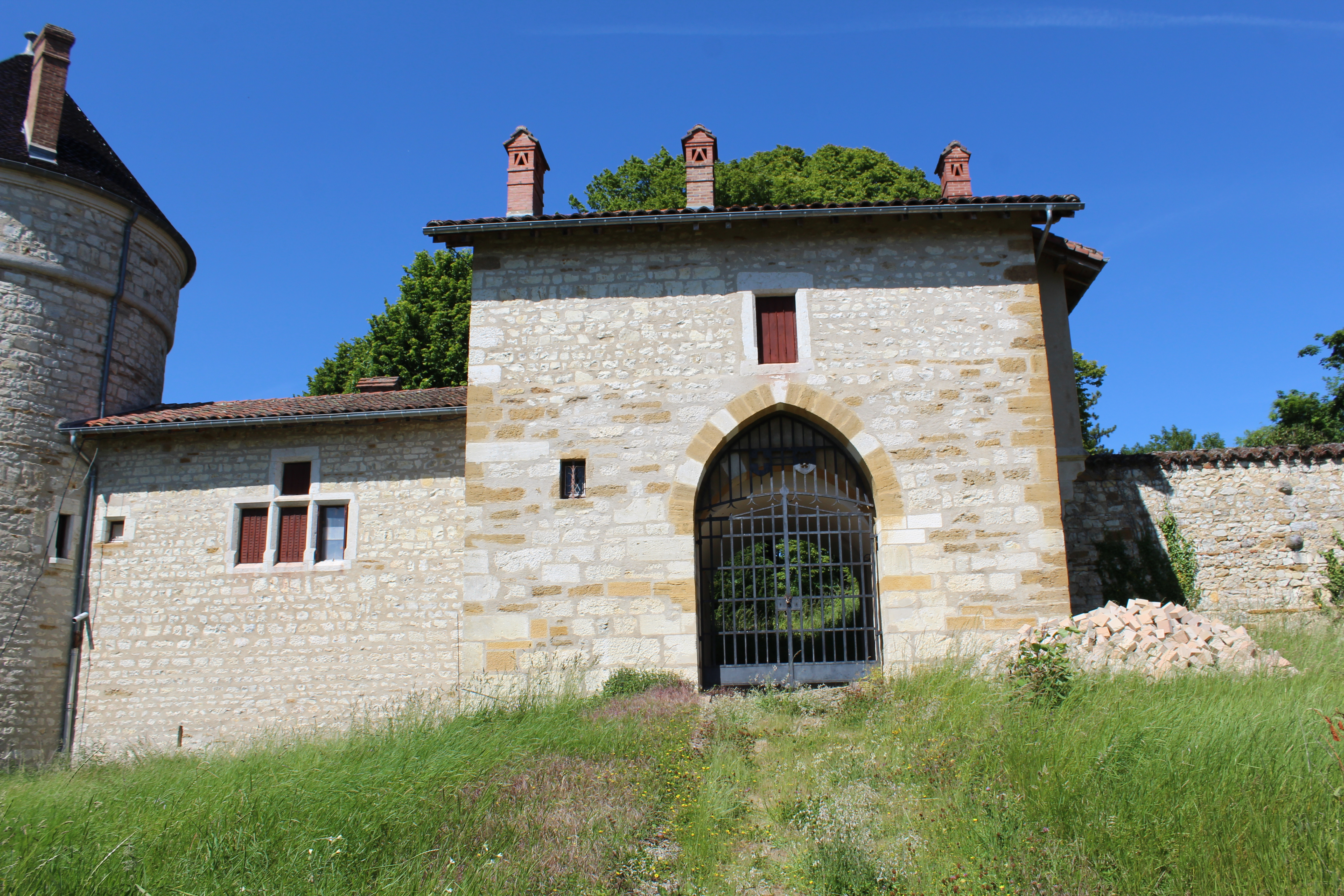
Château de Treffort.

- Chapelle Saint-Pierre du Monetay ;
- Chapelle Notre-Dame de Montfort ;
- Le château de Treffort est un ancien château fort construit dans le haut du village de Treffort-Cuisiat ;
- Le château fort de Bois, reconstruit vers 1330 pour Hugues d'Andelot, seigneur de Marmont, est aujourd'hui en ruines ;
- Le lavoir de la Plate et la source Caméléon ;
- La mairie et la fontaine des trois jets ;
- Le vieux pressoir de Cuisiat date de 1845 ;
- La chapelle de Montfort au toit de lauzes ;
- Le mont Grillerin avec vue sur le village ;
- Les ruines de Lomont ;
- La maison Thèvenard est l'ancien couvent des sœurs clarisses ;
- Les ruines du hameau de la Ferrolière ;
- La rue Ferrachat et ses ateliers d'artisans ;
- Le champ de foire.

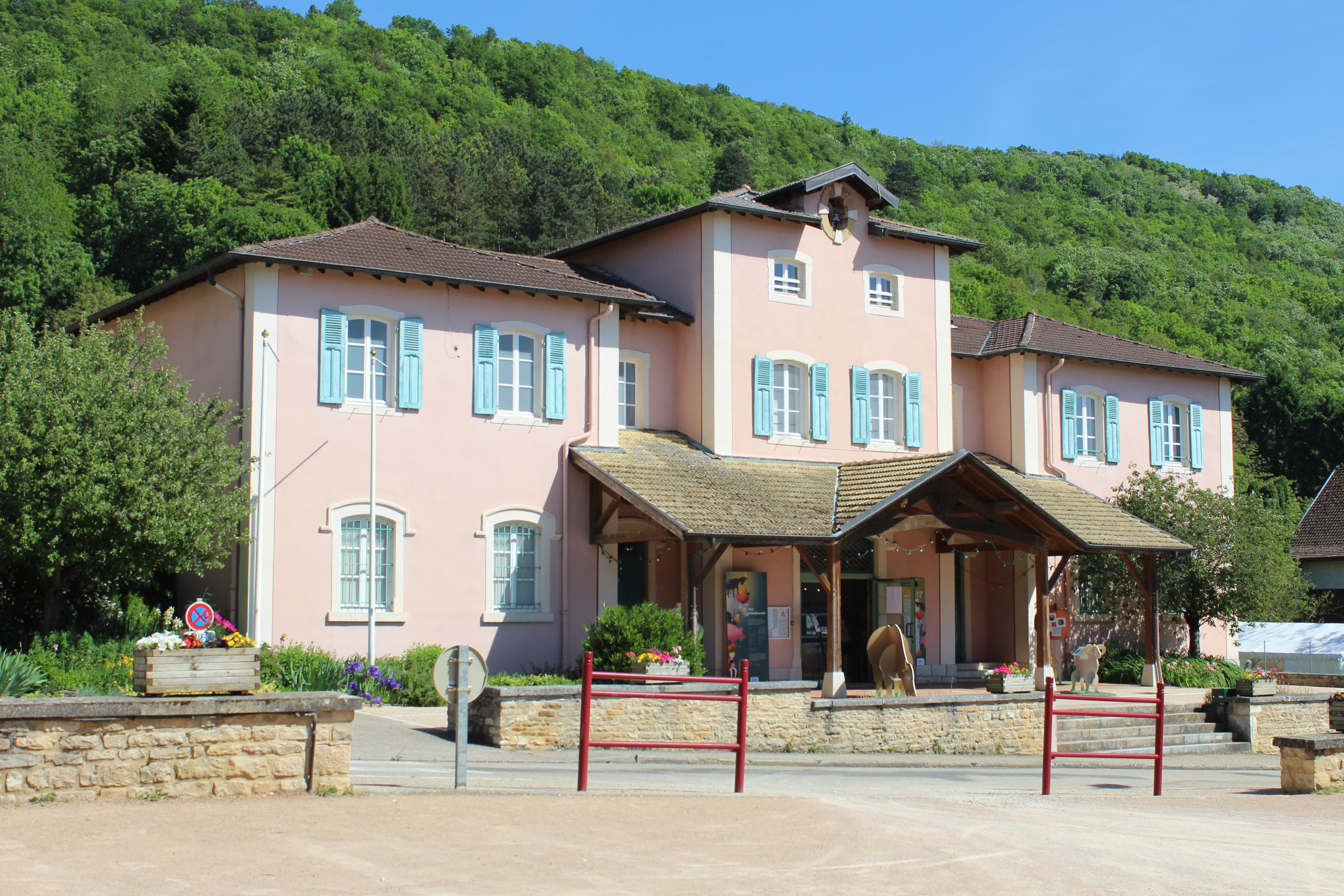
Musée départemental du Revermont.
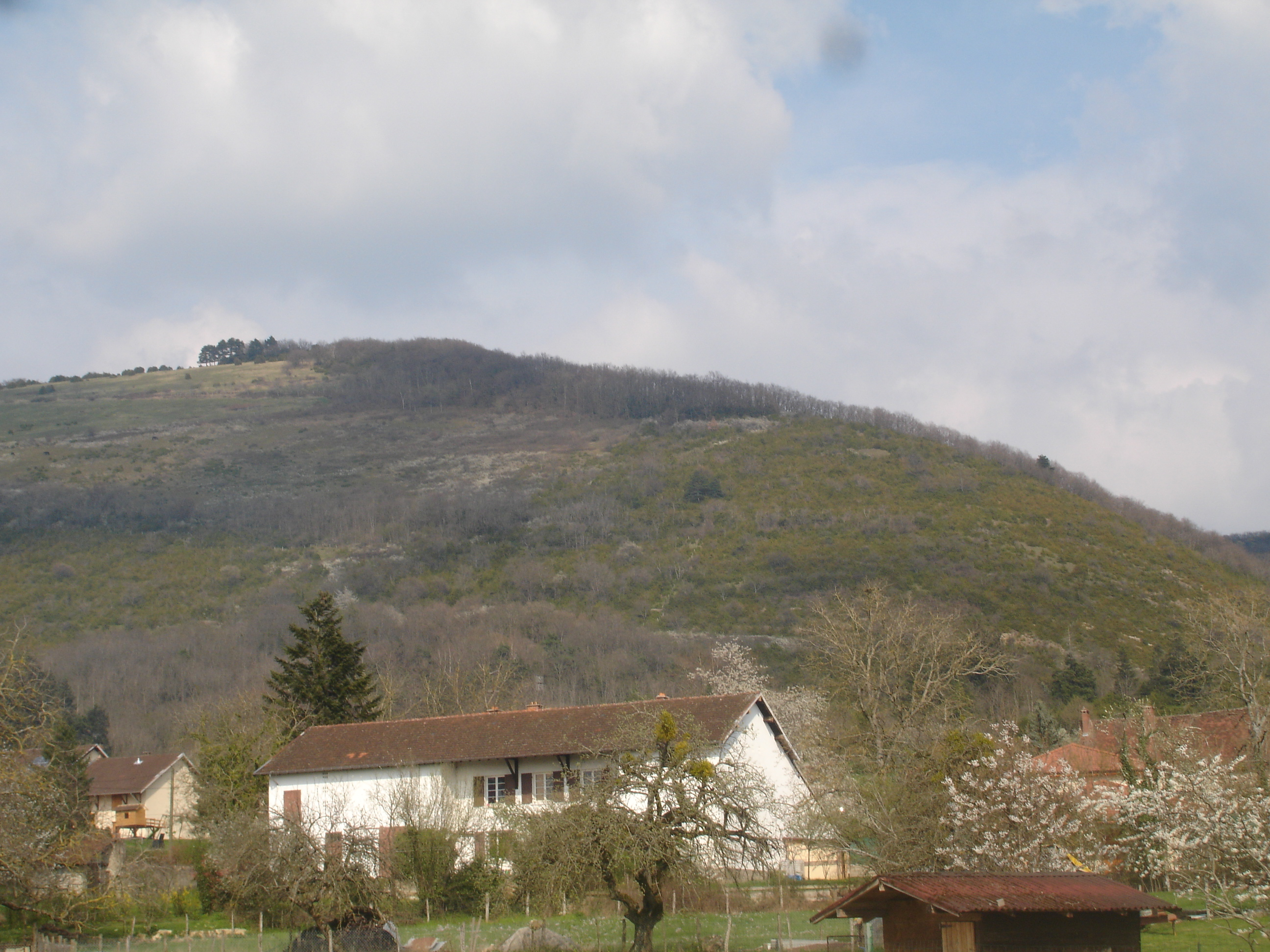
Mont Myon vu de Pressiat.
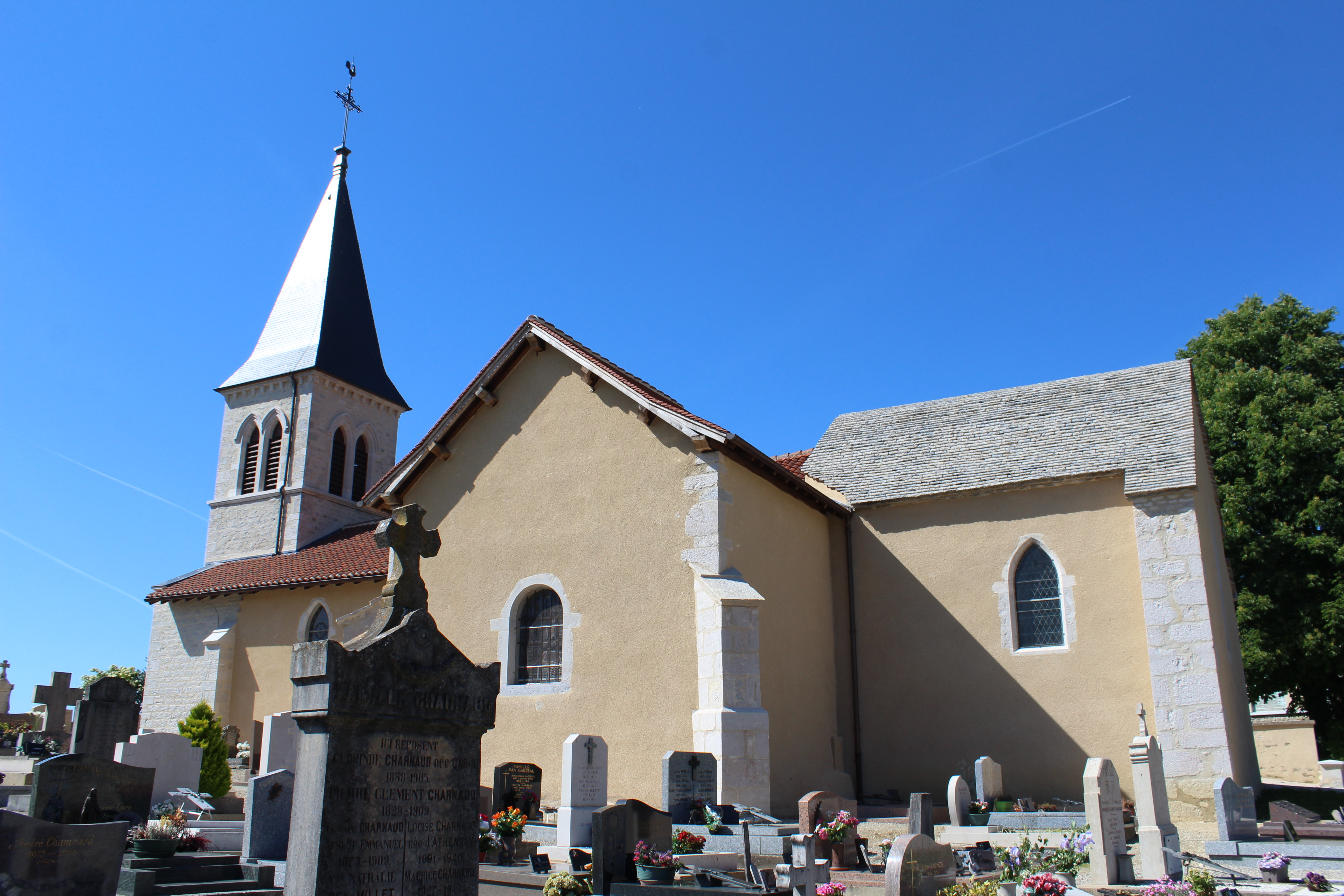
Église Saint-Laurent.
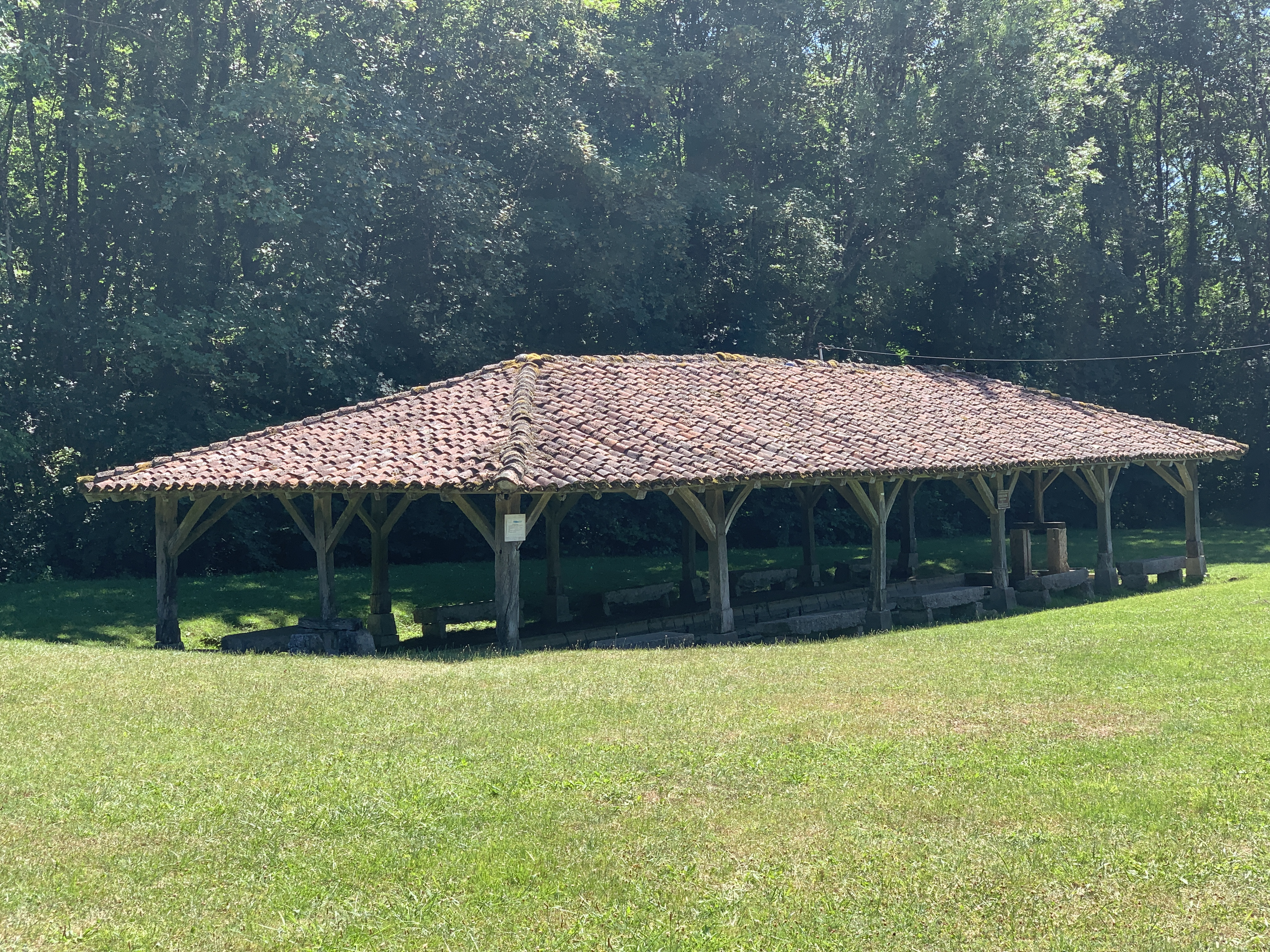
Lavoir de la Plate.

### Personnalités liées à la commune
- André Bondet né vers 1735 à Pressiat, maître-chirurgien fort réputé à son époque.
- Louis Hyacinthe Bondet, son fils né en 1762 à Pressiat, maître-chirurgien qui a exercé à Besançon.
- Joseph Journet (1901-1988), né à Confrançon, s'installe définitivement à Pressiat en 1958. Le 24 mai 1944, il est arrêté par les Allemands pour fait de résistance au château de la Teyssonnière et sera interné en Allemagne d'où il ne rentrera qu'en mai 1945. À Pressiat, il décide d'écrire ses Mémoires et publiera finalement deux ouvrages : Les Mines du Neckar[19] (souvenirs d'un déporté en août 1974) et Voyage en URSS (en septembre 1976)[réf. souhaitée].
- Aimé Cotton (1869-1951), président de l’Académie des sciences en 1938, a reçu la rosette de la Résistance.
- Victor Authier (1856-1945), a été maire de Treffort et député de l'Ain[20].
- Tony Ferret (1850-1923), architecte qui a restauré ou édifié plusieurs monuments à Bourg-en-Bresse, avait sa propriété à Treffort où il mourut. Il initia la reconstruction du château de Treffort au début du XXe siècle.
- Marcel Conche (1922-2022), philosophe et professeur à la Sorbonne, a séjourné à Treffort et y est décédé[21].

## Pour approfondir